# 龙马山站
龍馬山站（：／ Yongmasan yeok */?）副站名龍馬瀑布公園，是首爾地鐵7號線沿線的一座地下車站，位於韓國首爾特別市中浪區面牧4洞。

## 車站構造
站體為2面2線曲線式設計側式月台的地下車站，候車月台設有月台幕門，並有3處出口。

### 月台配置
| 四佳亭 ↑ |
| \| 上    |
| ↓ 中谷   |

| 月台 | 路線           | 目的地                                         |
| ---- | -------------- | ---------------------------------------------- |
| 上行 | ●首爾地鐵7號線 | 上鳳、泰陵、道峰山、長岩方向                   |
| 下行 | ●首爾地鐵7號線 | 君子、新大方丁字路口、鐵山、富平區廳、石南方向 |

## 歷史
- 1996年10月11日：落成啟用。
- 2019年12月25日：首爾市府宣布加註副站名龍馬瀑布公園。

## 車站周邊
- 首爾中谷初等學校
- 面牧4洞治安中心
- 面牧社會福祉館
- 峨嵯山
- 龍馬瀑布公園（朝鲜语：용마폭포공원）
- 中浪區民會館
- 中浪青少年修煉館
- 北部運輸（朝鲜语：북부운수）

## 圖片

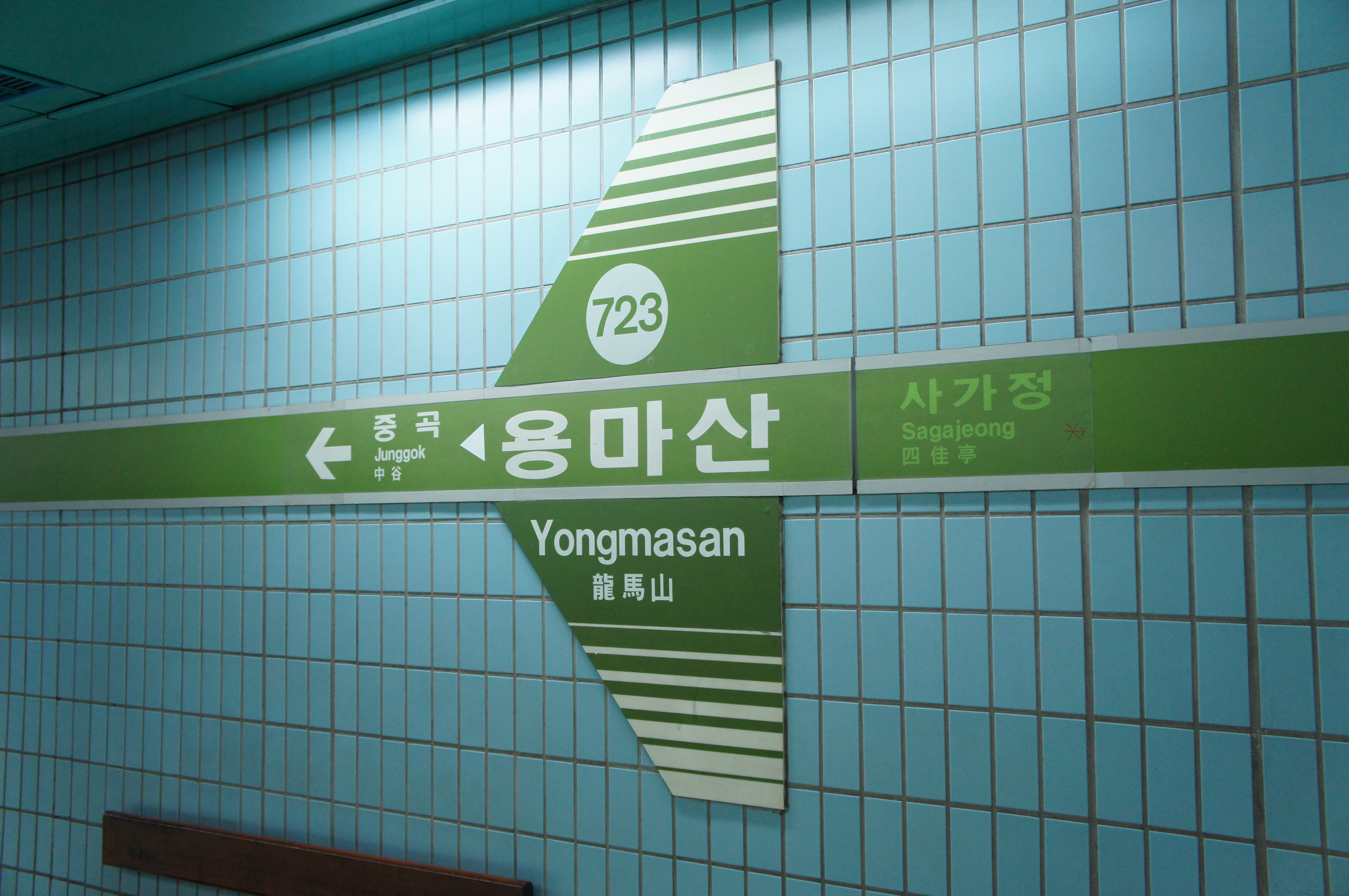
站名牌（加註副站名前）
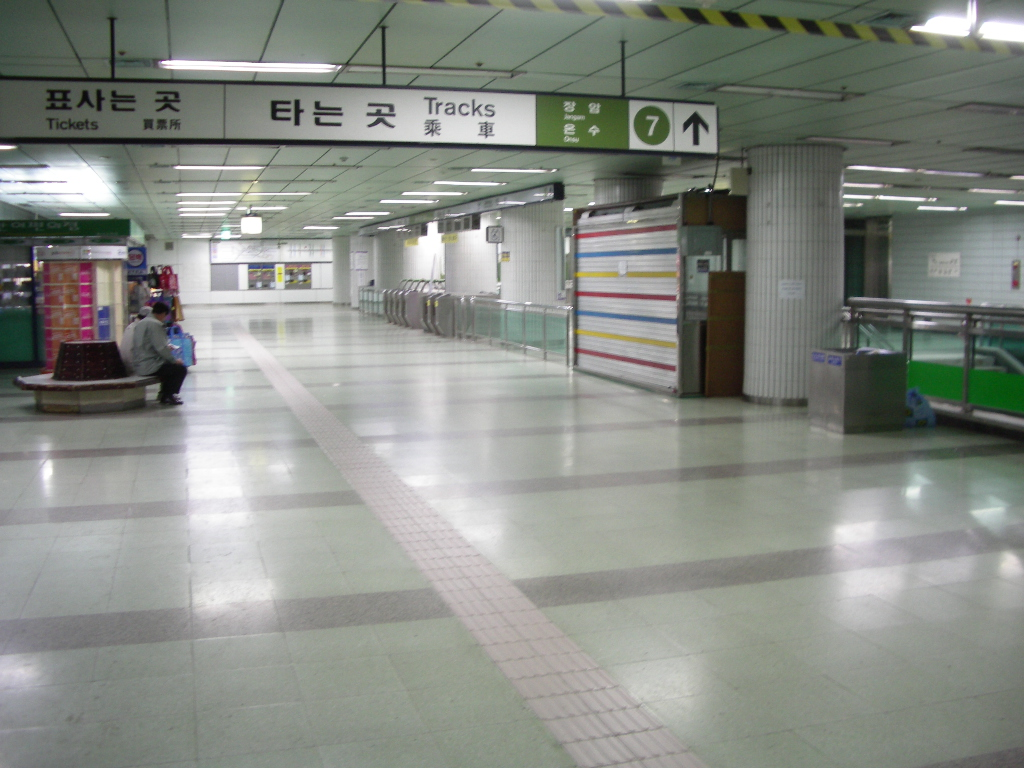
車站大廳
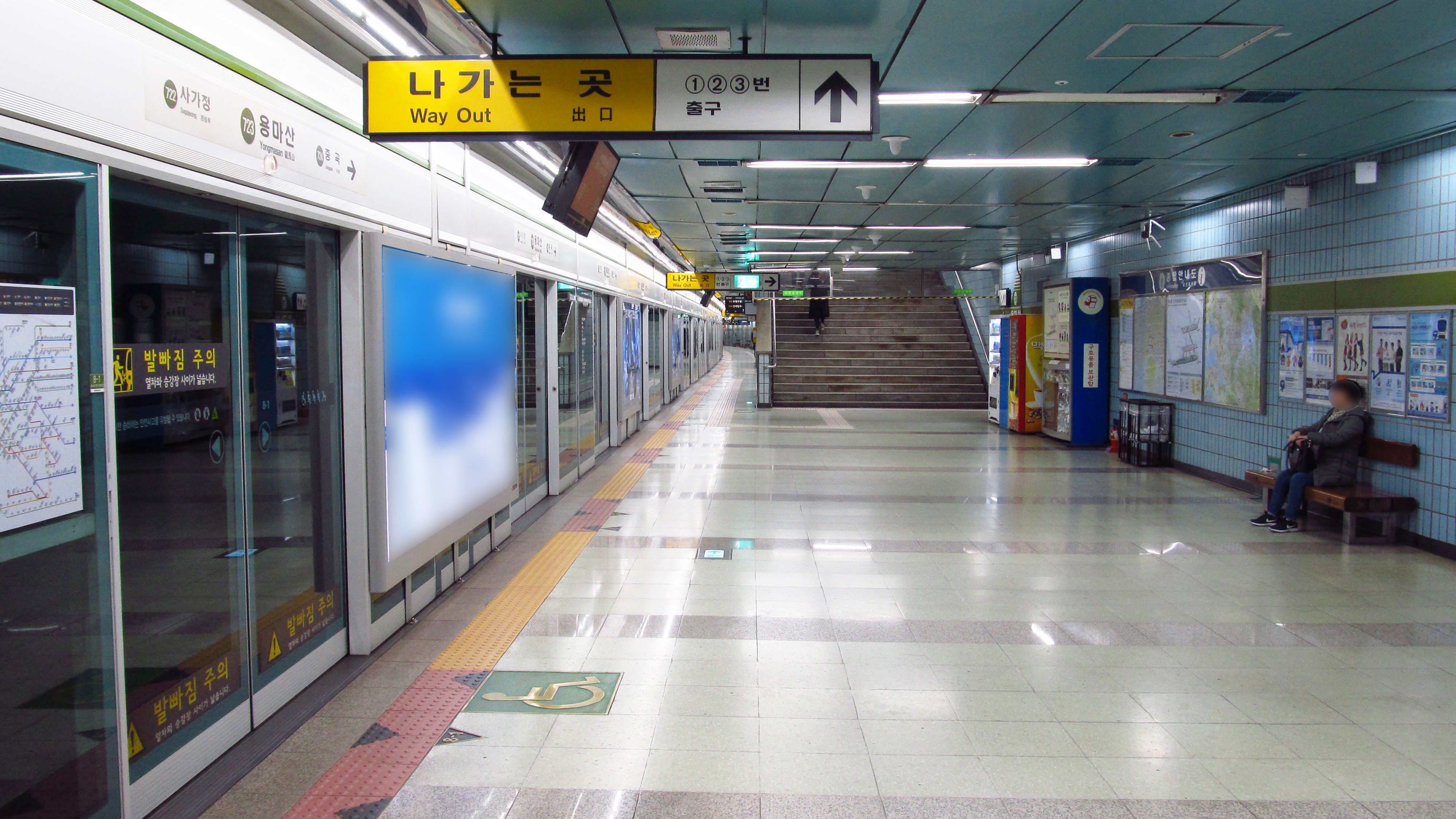
候車月台
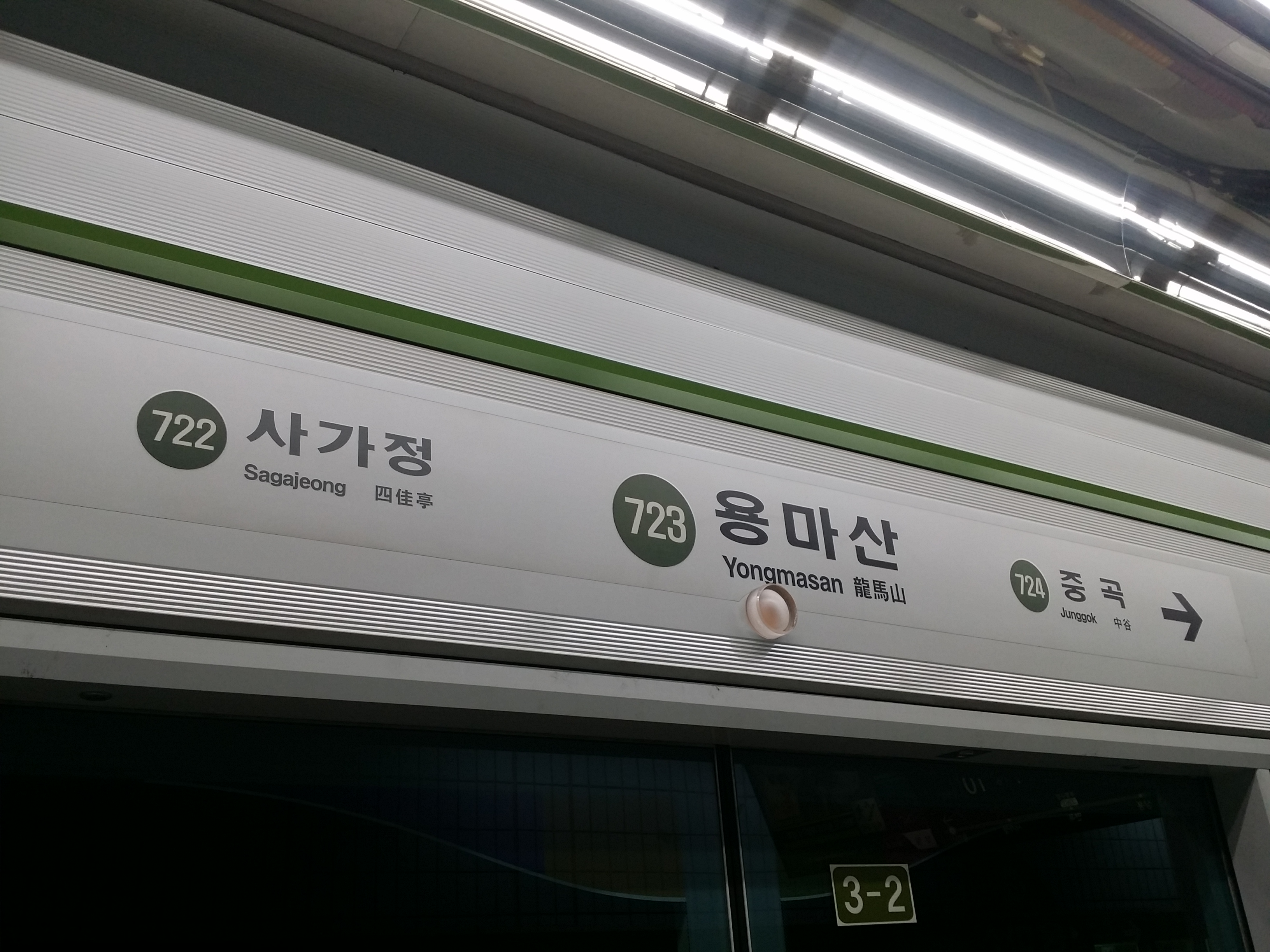
月台門資訊板
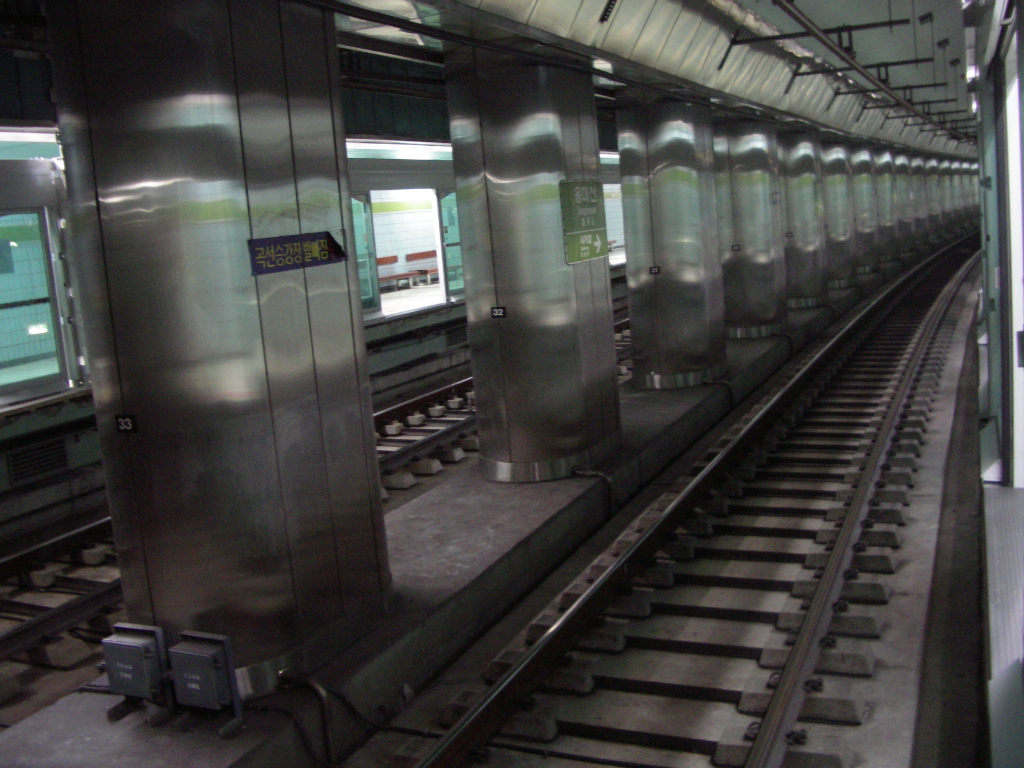
列車軌道
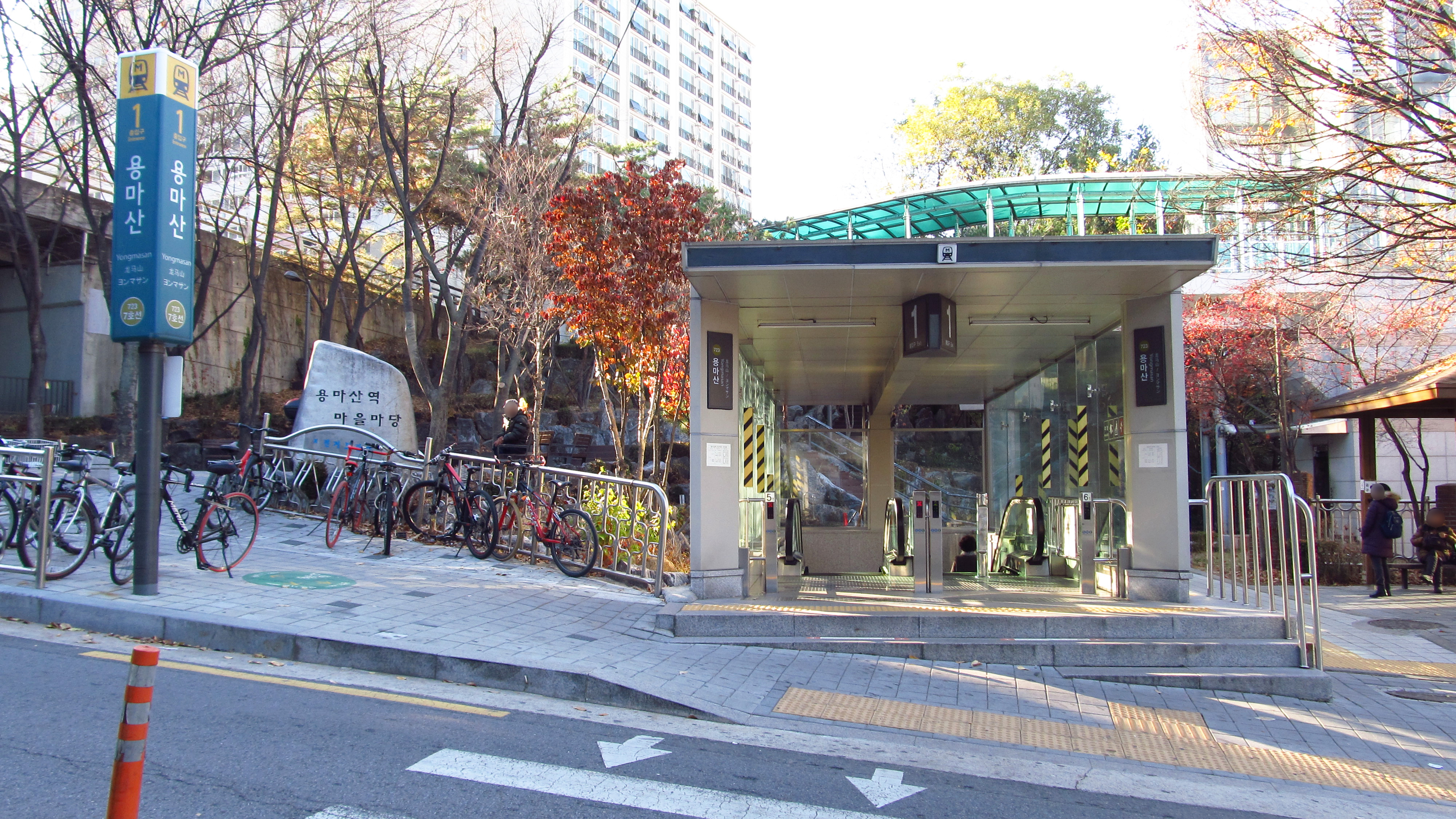
1號出口
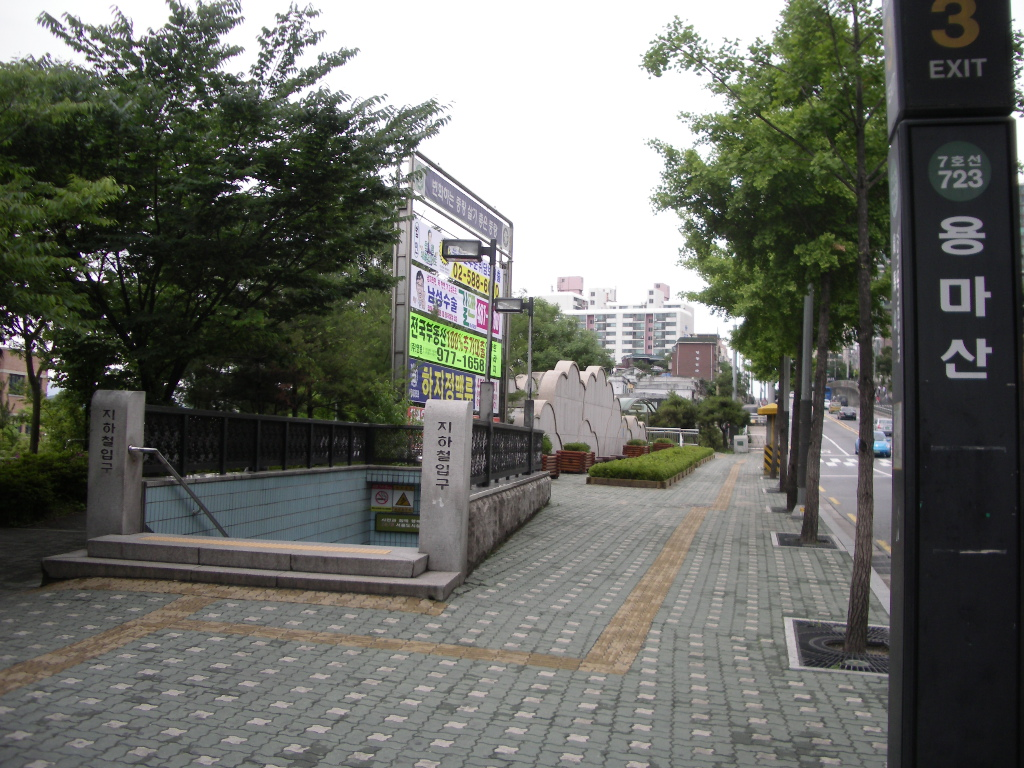
3號出口
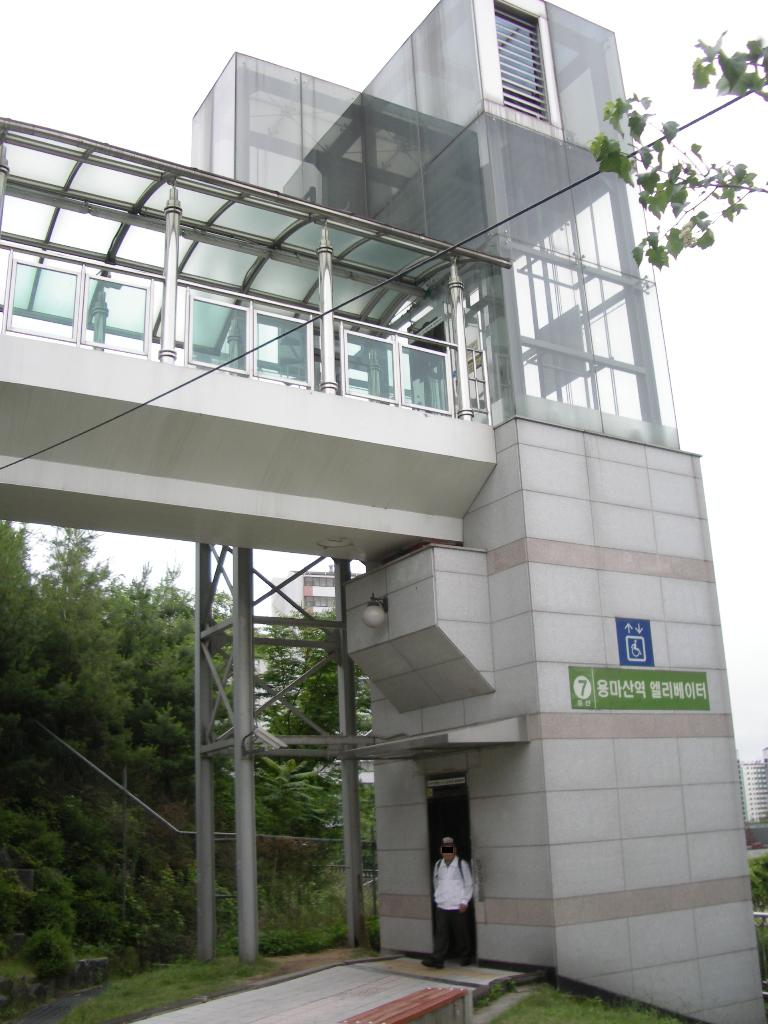
出口電梯

## 相鄰車站
首爾交通公社
●首爾地鐵7號線
四佳亭（722）－龍馬山（723）－中谷（724）